# Settentrionale (distretto di Mosca)
Il distretto amministrativo settentrionale, in russo Северный административный округ?, è uno dei 12 distretti amministrativi in cui è suddivisa la città di Mosca.
È servito dalle linee di metropolitana Zamoskvoreckaja, Serpuchovsko-Timirjazevskaja e Tagansko-Krasnopresnenskaja. Circa un quarto della superficie del distretto non è al momento raggiunta dalla rete metropolitana; si prevede per essa l'estensione della linea Ljublinsko-Dmitrovskaja.
Viene suddiviso in 16 quartieri:
- Aeroport (Аэропорт)
- Begovoj (Беговой)
- Beskudinkovskij (Бескудниковский)
- Vojkovskij (Войковский)
- Vostočnoe Degunino (Восточное Дегунино)
- Golovinskij (Головинский)
- Dmitrovskij (Дмитровский)
- Zapadnoe Degunino (Западное Дегунино)
- Koptevo (Коптево)
- Levoberežnyj (Левобережный)
- Molžaninovskij (Молжаниновский)
- Savëlovskij (Савёловский)
- Sokol (Сокол)
- Timirjazevskij (Тимирязевский)
- Chovrino (Ховрино)
- Chorošëvskij (Хорошёвский)